# Lampetis ophthalmica
Lampetis ophthalmica es una especie de escarabajo del género Lampetis, familia Buprestidae. Fue descrita científicamente por Klug en 1855.